# Pickx+
Pickx+ est une chaîne de télévision belge payante, lancée en avril 2021 par le groupe Proximus. La chaîne propose une variété de programmes incluant des films primés, des rencontres sportives, des séries, des talk-shows, des concerts et des magazines.
Elle est également impliquée dans des coproductions nationales et internationales. Les contenus sont diffusés en direct ou en différé.

## Historique
La chaîne Pickx+ a été lancée le 29 avril 2021, remplaçant ainsi la précédente chaîne Movies & Series de l'offre Proximus Pickx. Elle est rendue disponible en français et néerlandais, sur des canaux différents.

## Émissions
Pickx+ mise sur une variété d'émissions et de séries, tant nationales qu'internationales.

### Productions propres
- Offline
- Les Grandes Impressions
- Plus de Son
- .doc
- The Great Songwriters

### Sport & Culture
- Champions League
- European Film Awards
- Penn & Teller

### Documentaires
- The Whaler
- Messages from the End of the World
- Hitler's Olympics
- Secret Wars Uncovered
- Princess Diana: Who Do You Think She Was?

## Animateurs et animatrices
La chaîne fait appel, dès sa création, à des animateurs et animatrices d'horizons différents, certains officiant par ailleurs sur d'autres chaînes du paysage audiovisuel belge francophone. On retrouve notamment :
- Sandy Heribert (Les Grandes Vacances)[3]
- Shauna Dewit (Offline)[4]
- Olivia Borlée (Les Grandes Impressions)[5]
- Selim (Plus de Son)[6]
- Malou (.doc)[7]
- Maxime Demière (Divan 52)[8]
- Brice Depasse (The Great Songwriters)[9]

## Diffusion
Pickx+ est une des options de l'offre Proximus Pickx et est disponible sept jours sur sept, 24h sur 24.
Câble
Sur la chaîne 13 ou 263 pour les abonnés Proximus Pickx qui ont souscrit à la chaîne.
Internet & app
Sur le site internet Pickx.be ou l'application Pickx pour les abonnés.